# Persönlich (Zeitschrift)
persönlich ist ein Schweizer Wirtschaftsmagazin für Kommunikation und Werbung. Es berichtet vornehmlich über die Kommunikations- und Werbebranche der Schweiz. Kolumnisten sind u. a. Ludwig Hasler, Roger Schawinski und Benedikt Weibel. Das Magazin ist offizielles Publikationsorgan der Gesellschaft für Marketing (GfM).
Es hat eine WEMF-beglaubigte Auflage von 4'541 (Vj. 4'270) verkauften und 4'602 (Vj. 4'453) verbreiteten Exemplaren.

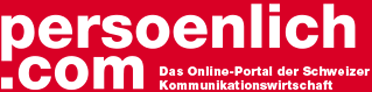
Logo des Onlineportals persoenlich.com

Das Onlineportal der Zeitschrift, persoenlich.com, verzeichnete im Dezember 2020 134'000 Unique Clients, 273'550 Visits sowie 457'239 Page Impressions und hat 20'000 Newsletter-Abonnenten.
Chefredaktor und Verleger ist Matthias Ackeret.
Das Magazin besteht seit 1964. 2014 verkaufte die Publigroupe, nachdem sie von Swisscom übernommen worden war, die persönlich Verlags AG an den damaligen Geschäftsführer Matthias Ackeret und den Mitinvestor Manfred Klemann.